# Paul Byron
James Paul Byron, född 27 april 1989, är en kanadensisk professionell ishockeyforward som spelar för Montreal Canadiens i National Hockey League (NHL).
Han har tidigare spelat för Buffalo Sabres och Calgary Flames i NHL; Portland Pirates och Abbotsford Heat i American Hockey League (AHL) samt Olympiques de Gatineau i Ligue de hockey junior majeur du Québec (LHJMQ).
Byron draftades av Buffalo Sabres i sjätte rundan i 2007 års draft som 179:e spelare totalt.

## Statistik
| Källa: Utv = Utvisningsminuter Uppdaterad: 2023-05-21 | Källa: Utv = Utvisningsminuter Uppdaterad: 2023-05-21 | Källa: Utv = Utvisningsminuter Uppdaterad: 2023-05-21 |                                | Grundserie                     | Grundserie                     | Grundserie                     | Grundserie                     | Grundserie                     |                                | Slutspel                       | Slutspel                       | Slutspel                       | Slutspel                       | Slutspel                       |                                |
| Säsong                                                | Lag                                                   | Liga                                                  | Matcher                        | Mål                            | Assist                         | Poäng                          | Utv                            | Matcher                        | Mål                            | Assist                         | Poäng                          | Utv                            |                                |                                |                                |
| ----------------------------------------------------- | ----------------------------------------------------- | ----------------------------------------------------- | ------------------------------ | ------------------------------ | ------------------------------ | ------------------------------ | ------------------------------ | ------------------------------ | ------------------------------ | ------------------------------ | ------------------------------ | ------------------------------ | ------------------------------ | ------------------------------ | ------------------------------ |
| 2005–2006                                             | Ottawa West Golden Knights                            | EOJHL                                                 | 33                             | 20                             | 23                             | 43                             | 33                             | 7                              | 3                              | 8                              | 11                             | 4                              |                                |                                |                                |
| 2006–2007                                             | Olympiques de Gatineau                                | LHJMQ                                                 | 68                             | 21                             | 23                             | 44                             | 46                             | 5                              | 5                              | 1                              | 6                              | 2                              |                                |                                |                                |
| 2007–2008                                             | Olympiques de Gatineau                                | LHJMQ                                                 | 52                             | 37                             | 31                             | 68                             | 25                             | 19                             | 21                             | 11                             | 32                             | 12                             |                                |                                |                                |
| 2008–2009                                             | Olympiques de Gatineau                                | LHJMQ                                                 | 64                             | 33                             | 66                             | 99                             | 32                             | 10                             | 2                              | 14                             | 16                             | 4                              |                                |                                |                                |
| 2009–2010                                             | Portland Pirates                                      | AHL                                                   | 57                             | 14                             | 19                             | 33                             | 59                             | 4                              | 0                              | 0                              | 0                              | 0                              |                                |                                |                                |
| 2010–2011                                             | Buffalo Sabres                                        | NHL                                                   | 8                              | 1                              | 1                              | 2                              | 2                              | —                              | —                              | —                              | —                              | —                              |                                |                                |                                |
|                                                       | Portland Pirates                                      | AHL                                                   | 67                             | 26                             | 27                             | 53                             | 52                             | 12                             | 2                              | 5                              | 7                              | 6                              |                                |                                |                                |
| 2011–2012                                             | Calgary Flames                                        | NHL                                                   | 22                             | 3                              | 2                              | 5                              | 2                              | —                              | —                              | —                              | —                              | —                              |                                |                                |                                |
|                                                       | Abbotsford Heat                                       | AHL                                                   | 39                             | 7                              | 14                             | 21                             | 40                             | 8                              | 1                              | 3                              | 4                              | 2                              |                                |                                |                                |
| 2012–2013                                             | Calgary Flames                                        | NHL                                                   | 4                              | 0                              | 1                              | 1                              | 2                              | —                              | —                              | —                              | —                              | —                              |                                |                                |                                |
|                                                       | Abbotsford Heat                                       | AHL                                                   | 38                             | 6                              | 9                              | 15                             | 38                             | —                              | —                              | —                              | —                              | —                              |                                |                                |                                |
| 2013–2014                                             | Calgary Flames                                        | NHL                                                   | 47                             | 7                              | 14                             | 21                             | 27                             | —                              | —                              | —                              | —                              | —                              |                                |                                |                                |
|                                                       | Abbotsford Heat                                       | AHL                                                   | 23                             | 5                              | 13                             | 18                             | 4                              | —                              | —                              | —                              | —                              | —                              |                                |                                |                                |
| 2014–2015                                             | Calgary Flames                                        | NHL                                                   | 57                             | 6                              | 13                             | 19                             | 8                              | —                              | —                              | —                              | —                              | —                              |                                |                                |                                |
| 2015–2016                                             | Montreal Canadiens                                    | NHL                                                   | 62                             | 11                             | 7                              | 18                             | 11                             | —                              | —                              | —                              | —                              | —                              |                                |                                |                                |
| 2016–2017                                             | Montreal Canadiens                                    | NHL                                                   | 81                             | 22                             | 21                             | 43                             | 29                             | 6                              | 1                              | 0                              | 1                              | 0                              |                                |                                |                                |
| 2017–2018                                             | Montreal Canadiens                                    | NHL                                                   | 82                             | 20                             | 15                             | 35                             | 23                             | —                              | —                              | —                              | —                              | —                              |                                |                                |                                |
| 2018–2019                                             | Montreal Canadiens                                    | NHL                                                   | 56                             | 15                             | 16                             | 31                             | 17                             | —                              | —                              | —                              | —                              | —                              |                                |                                |                                |
| 2019–2020                                             | Montreal Canadiens                                    | NHL                                                   | 29                             | 4                              | 6                              | 10                             | 4                              | 10                             | 1                              | 3                              | 4                              | 6                              |                                |                                |                                |
| 2020–2021                                             | Montreal Canadiens                                    | NHL                                                   | 46                             | 5                              | 11                             | 16                             | 12                             | 22                             | 3                              | 3                              | 6                              | 10                             |                                |                                |                                |
| 2021–2022                                             | Montreal Canadiens                                    | NHL                                                   | 27                             | 4                              | 3                              | 7                              | 2                              | —                              | —                              | —                              | —                              | —                              |                                |                                |                                |
| 2022–2023                                             | Montreal Canadiens                                    | NHL                                                   | Spelade ej på grund av skador. | Spelade ej på grund av skador. | Spelade ej på grund av skador. | Spelade ej på grund av skador. | Spelade ej på grund av skador. | Spelade ej på grund av skador. | Spelade ej på grund av skador. | Spelade ej på grund av skador. | Spelade ej på grund av skador. | Spelade ej på grund av skador. | Spelade ej på grund av skador. | Spelade ej på grund av skador. | Spelade ej på grund av skador. |
| NHL totalt                                            | NHL totalt                                            | NHL totalt                                            | 521                            | 98                             | 110                            | 208                            | 139                            | 38                             | 5                              | 6                              | 11                             | 16                             |                                |                                |                                |
| AHL totalt                                            | AHL totalt                                            | AHL totalt                                            | 224                            | 58                             | 82                             | 140                            | 193                            | 24                             | 3                              | 8                              | 11                             | 8                              |                                |                                |                                |
| LHJMQ totalt                                          | LHJMQ totalt                                          | LHJMQ totalt                                          | 184                            | 91                             | 120                            | 211                            | 103                            | 34                             | 28                             | 26                             | 54                             | 18                             |                                |                                |                                |